# Madagascar 2 (videogioco)
Madagascar 2 (Madagascar: Escape 2 Africa) è un videogioco a piattaforme pubblicato da Activision per Microsoft Windows, Nintendo DS, PlayStation 2, PlayStation 3, Wii e Xbox 360 nel 2008. È basato sul film omonimo, uscito nello stesso anno.

## Trama
8 anni dopo gli eventi del primo gioco, Alex, Marty, Melman e Gloria (insieme ai Pinguini, Re Julien, Maurice, gli Scimpanzé, Mason e Phil) decidono di ritornare allo zoo di New York, arrivandoci utilizzando un aereo abbandonato riparato dai Pinguini. Mortino si nasconde e fa accidentalmente precipitare l'aeroplano prima che potessero arrivare a New York. Il gruppo capisce di essere in Africa, la loro vecchia casa. Alex ritrova suo padre Zuba, il maschio alfa del suo branco, ma Makunga, amico malvagio di Zuba, ricorda al leone che ogni nuovo membro deve superare un rito d'iniziazione per poter essere accettato nel branco. Alex riesce quasi a superare il rito, ma fallisce l'ultimo compito (urlare la sua frase ad effetto), e non viene accettato nel branco. Marty si unisce ad una mandria di zebre identiche a lui, mentre Melman e Julien diventano dottori per giraffe, e Gloria e Maurice cacciano via un gruppo di coccodrilli malvagi dall'abbeveratoio. Gloria comincia a frequentare un ippopotamo maschio chiamato Moto-Moto.
Nel frattempo, i Pinguini recuperano l'attrezzatura per riparare l'aereo rubandola da un vicino safari. Mortino riesce ad arrivare all'abbeveratoio e raggiungere gli ex-abitanti dello zoo dopo aver attraversato una pericolosa palude.
Melman diventa presto geloso di Moto-Moto, e rivela i suoi sentimenti per Gloria a Julien, che lo aiuta a fare delle foto all'ippopotamo mentre frequenta altre femmine della sua specie, ma Gloria rifiuta comunque la giraffa, che decide di buttarsi in un vulcano, venendo poi fermato dalla stessa Gloria. Melman vince una gara di danza contro Moto-Moto. Dopo la gara, Melman e Gloria confessano il proprio amore. I due raggiungono poi Alex e Marty. I quattro vengono informati da Re Julien e Maurice che l'abbeveratoio si sta asciugando, e che non c'è più acqua da poter bere. Gli animali investigano, e scoprono che un gruppo di newyorkesi hanno costruito una diga per bloccare l'afflusso d'acqua all'abbeveratoio.
I Pinguini e gli Scimpanzé, che hanno finito di riparare l'aeroplano, portano gli altri animali all'accampamento degli umani, che distruggono insieme alla diga. Gli animali decidono così di restare ancora in Africa per un po'.

## Modalità di gioco
Il gameplay del videogioco è simile al primo gioco della serie, con gli stessi personaggi giocabili e le stesse mosse, ma stavolta l'ambientazione è l'Africa a partire dal terzo livello del gioco "Benvenuti in Africa". Oltre alla modalità avventura è presente anche la modalità Africa arcade, dove si può selezionare una partita rapida o un torneo, in cui sono presenti i seguenti minigiochi: 
- Clinica di Melman
- Scacchi nella giungla
- Abbina le coppie
- Furia vulcanica
- Gara di tuffi
- Minigolf
- Durian bollente!
- Gioco delle sedie
- Calcio (in cui si può scegliere tra la Squadra New York, la Squadra Madagascar o la Squadra leone)
- Succo succoso!

## Sviluppo
Le versioni principali del gioco, ovvero quelle per PlayStation 3, Wii e Xbox 360, sono state sviluppate da Toys for Bob, gli stessi del  gioco precedente. La versione per Microsoft Windows del gioco è sviluppata da Aspyr Media, quella per PlayStation 2 da Idol Minds e quella per Nintendo DS da Griptonite Games.
Il Nintendo Channel ha reso disponibile nella settimana d'uscita del gioco una demo giocabile della versione per Wii, contenente uno dei livelli a scorrimento laterale (simili al videogioco Lemmings) in cui i Pinguini sono i personaggi giocabili.

## Accoglienza
Madagascar 2 è stato accolto con recensioni "miste o mediocri" secondo l'aggregatore di recensioni Metacritic.